# Brassói nemzetközi repülőtér
A brassói nemzetközi repülőtér (IATA: GHV, ICAO: LRBV) (románul: Aeroportul Internațional Brașov-Ghimbav) egy romániai repülőtér Vidombák közelében, Brassótól 8 kilométerre északnyugatra. Építését 2008-ban kezdték, és 2023 júniusában nyitották meg; ez az első repülőtér, melyet az 1989-es rendszerváltás után építettek és nyitottak meg.

## Története

### Kezdetek
Brassó környékének – és Vidombáknak – évszázados hagyománya van a repülés terén. 1913-ban itt szállt le Albert Ziegler szász aviatikus saját maga készítette repülőgépével. 1939-ben repülőteret építettek a település mellett, hogy az 1927-ben alapított brassói IAR repülőgépgyár gépeit teszteljék; később ezt kibővítették polgári repülőtérré a megfelelő infrastruktúra és navigációs berendezések telepítésével. A repülőtér Brassó városát szolgálta ki, és heti több járat indult Bukarestbe, Nagyszebenbe és Tordára.
A második világháborúban lebombázták; később csak egy kis sportrepülőteret építettek helyette, mely nem fogadott járatokat.
Egy brassói utasforgalmi repülőtér építése már az 1990-es évek elején szóba került, abban az időben azonban gazdaságilag egy ilyen beruházás nem volt indokolt, és nem voltak befektetők, akik támogatták volna az ötletet.

### 21. század

#### Építés
2006-ban a Román Állami Vagyonügynökség 110 hektár földet adott át a Brassó megyei Tanácsnak. A kanadai Intelcan cég feladata volt az új reptér kidolgozása, együttműködve Brassó, Hargita, Kovászna megyékkel, valamint Vidombák városával. A szerződést hivatalosan 2005. november 14-én írták alá. A terveket az Intelcan 2008-ban mutatta be és eredetileg 24–30 hónap alatt tervezték befejezni a munkát, azonban, mivel a terv jogi konfliktusba, valamint pénzhiányba ütközött, az építkezés leállt, és az Intelcan visszalépett. Helyébe a helyi hatóságok léptek, akik 2012-ben megállapodást kötöttek a Vectra Service helyi építőipari céggel a futópálya megépítésére. A 2820 méteres pálya építése 2013 áprilisában kezdődött, és 2014 októberében avatták fel hivatalosan.
Ezután a projekt megakadt, mivel a terület jogi helyzetét tisztázni kellett, ami 2016-ban történt meg, egy, a román parlament által elfogadott törvény révén. A műszaki és engedélyeztetési eljárások újrakezdődtek, 2018-ban pedig megépült a szennyvíz- és vízelvezető hálózat, gurulóút, és a forgalmi előtér. 2019 augusztusában aláírták az utasterminál tervezésére és építésére vonatkozó szerződést, az épület, melléképületek, bekötőutak pedig 2021 nyarára készültek el. A Román Légiforgalmi Szolgáltatási Igazgatóság (ROMATSA) úgy döntött, hogy a járatokat az aradi irányítóközpontból fogják irányítani ún. virtuális irányítótorony (remote tower) megoldással. 2022-ben került sor a jelzőrendszer és a rádiónavigációs berendezések átadására, illetve az utóbbiak kalibrációs repüléseire. 2023-ra minden munkálattal elkészültek és a létesítményt nemzetközi repülőtérré minősítették. A munkálatok értéke 140 millió euró volt.

#### Működés
A repülőteret 2023. június 10-én avatták fel, és 15-én nyílt meg az utasforgalom számára. Az első menetrendszerű járatokat a román Dan Air üzemelteti, azonban kifogásolták, hogy a repülőtér csak nappal tart nyitva, így esti járataikat Bukarestbe irányítják, ahonnan az utasok busszal kell Brassóba utazzanak. Bár napirenden volt, hogy a téli menetrend november 13-ibevezetésétől 12-ről 16 órára bővüljön a napi üzemidő, ezt 2024. január 15-re halasztották, ezért a Dan Air járatait december 11-től a Bákói repülőtérre költöztette, ingyenes brassói transzferrel. A Wizz Air heti öt járatot indított Londonba és Dortmundba. A 2023. évet veszteséggel zárta a repülőtér annak ellenére, hogy bevételei túlnyomó része a Brassó megyei tanács támogatásából származott.
A Fly Lili 2024. június 15-től 6, július 1-jétől további 2 célállomásra indított járatokat, de 2025. január 10-től kihasználatlanságra hivatkozva felfüggesztette azokat. A nyári szezonban több légitársaság charterjáratokat is indított. A Wizz Air ugyanakkor az ünnepi időszakra ideiglenesen sűrítette londoni és budapesti járatait; előbbiek 80% feletti kihasználtsággal üzemelnek, havi 5–6000 utast szállítva.

## Légitársaságok és célállomások
| Légitársaság | Célállomások               |
| ------------ | -------------------------- |
| Wizz Air     | London, Budapest, Dortmund |

## Forgalom
Az utasforgalom az elmúlt években az alábbi módon változott:
| 2023 | 79 011  |
| 2024 | 227 900 |

## Képek

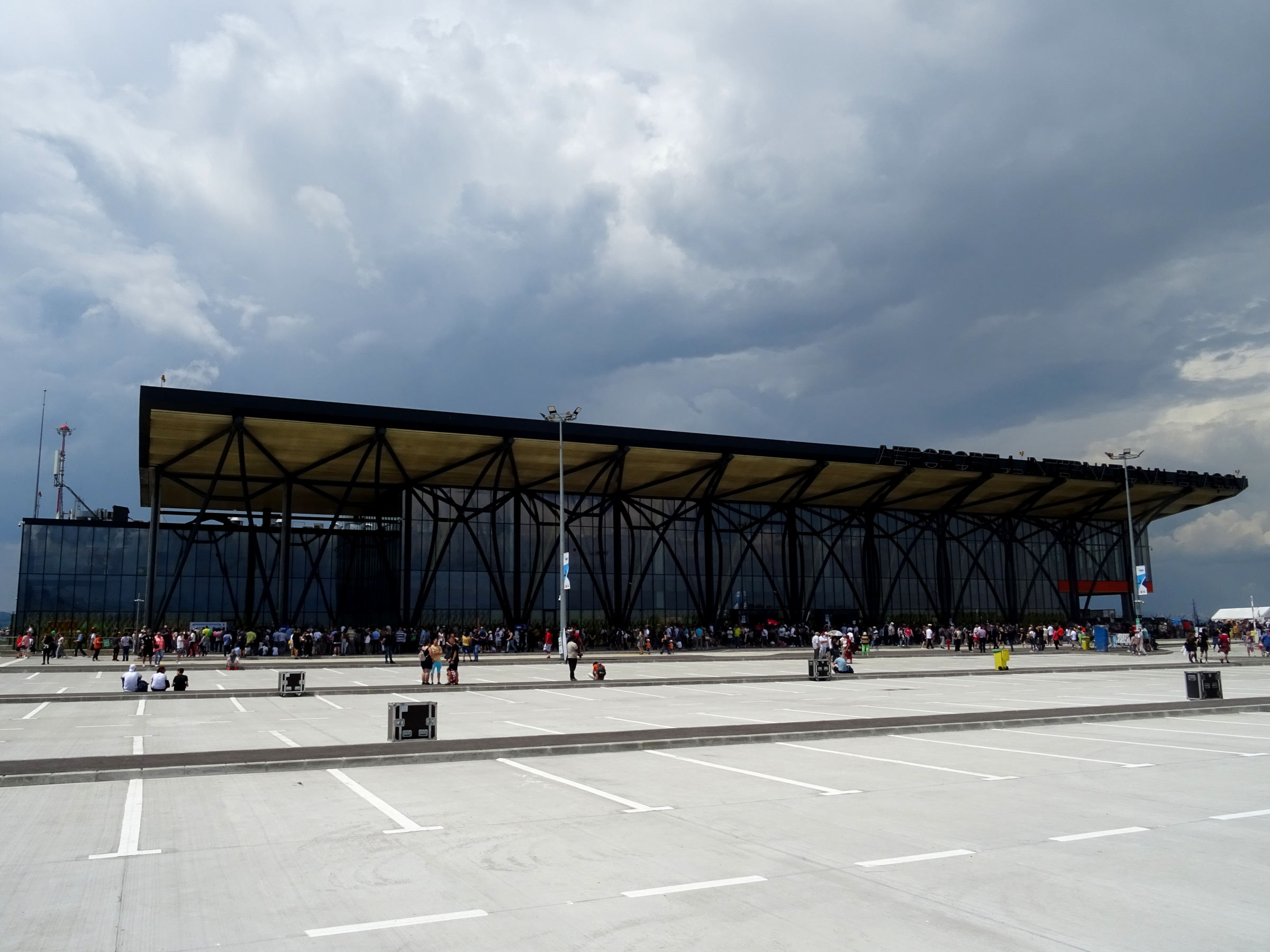
A főépület
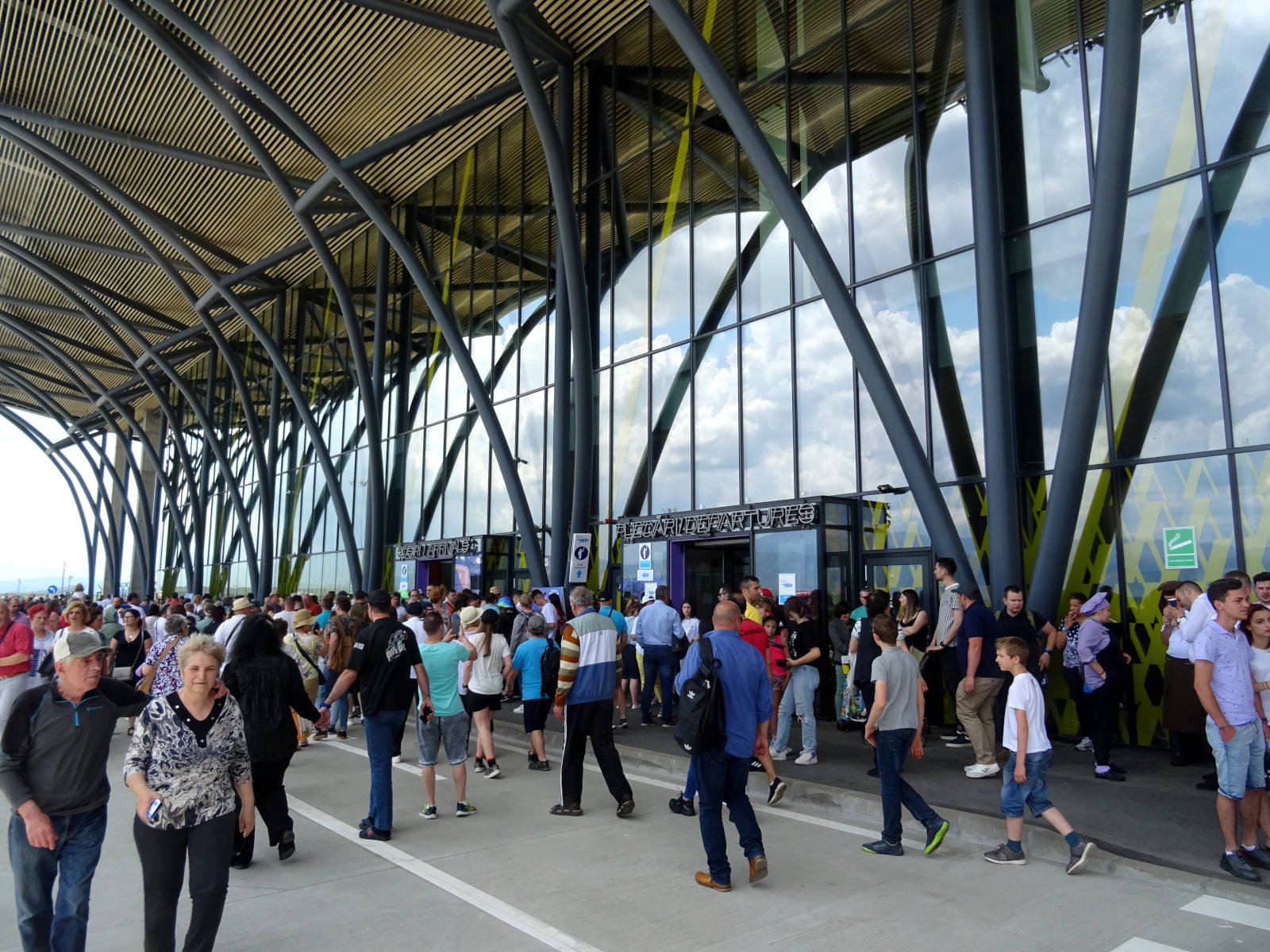
A főépület bejárata
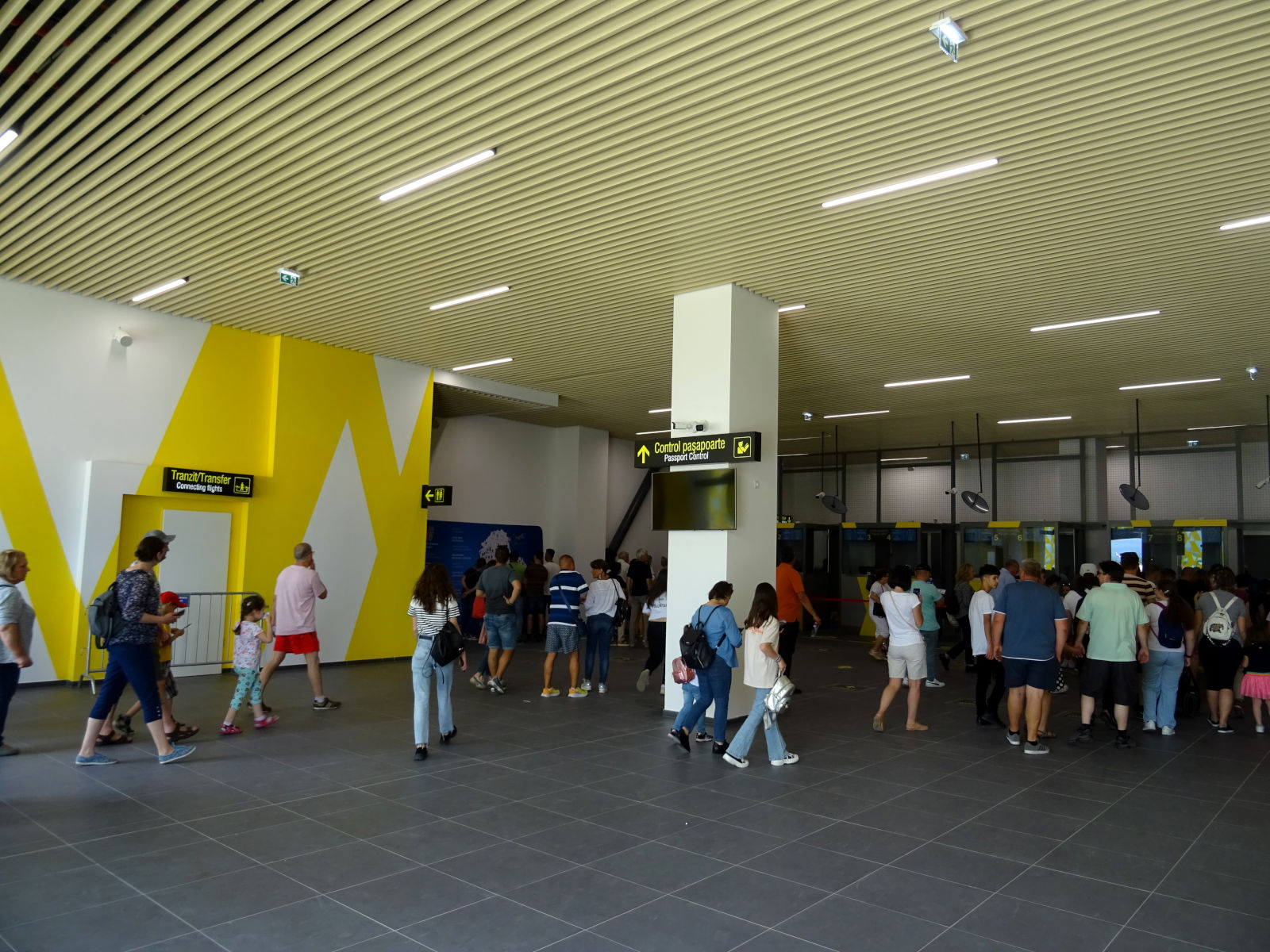
Beltér
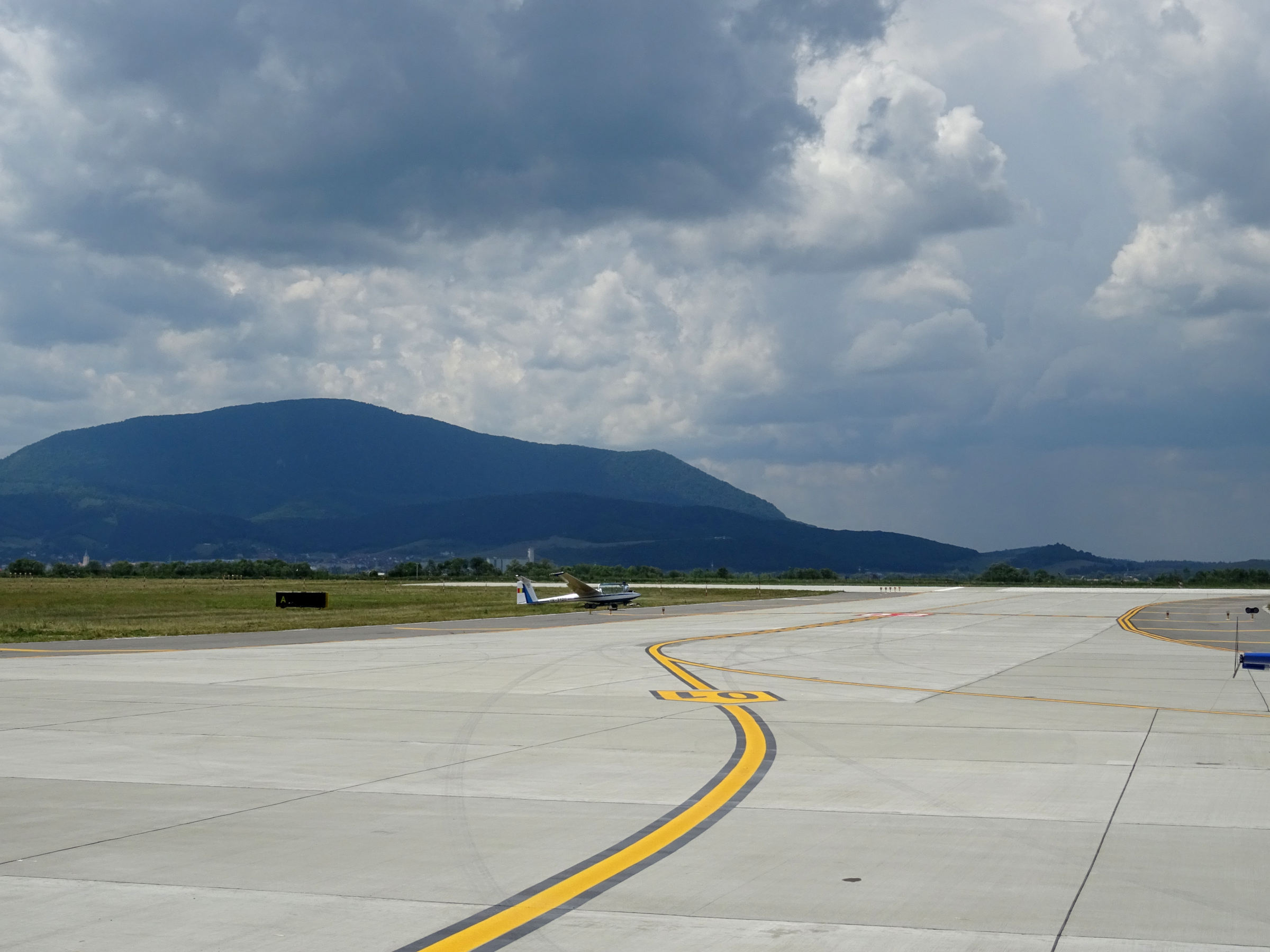
Alfa gurulóút
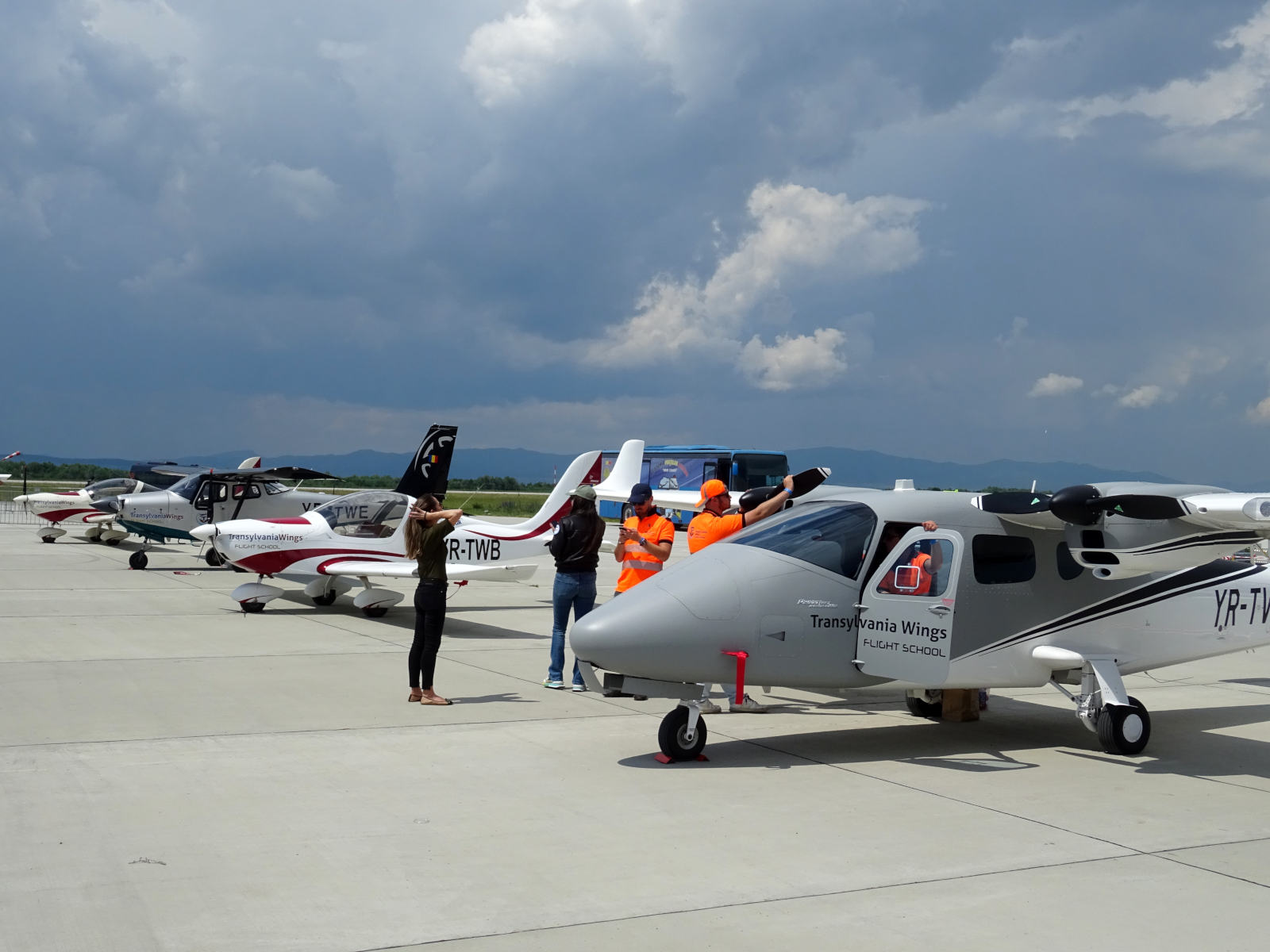
Tecnam, Evektor, Cessna